# 削減
| ウィキペディアには「削減」という見出しの百科事典記事はありません（タイトルに「削減」を含むページの一覧/「削減」で始まるページの一覧）。 代わりにウィクショナリーのページ「削減」が役に立つかもしれません。 |